# Vigilije
Vigilije, papa od 29. ožujka 537. do 7. lipnja 555. godine.